# Tomás Navarro Tomás
Tomás Navarro Tomás, född 12 april 1884 i La Roda, Albacete, död 16 september 1979 i Northampton, Massachusetts, var en spansk fonetiker.
Navarro Tomás bearbetade främst den spanska fonetiken i betydande arbeten som Manual de pronunciación española (1918, 3:e upplagan 1926) men grundlade även en vetenskaplig baskisk fonetik med Pronunciación guipuzcoana (1925). Navarro Tomás var ledare för det 1930 inrättade Archivo de la palabra i Madrid.